# دوك نوكيم (لعبة فيديو)
دوك نوكيم (بالإنجليزية: Duke Nukem) ، هي لعبة فيديو إلكترونية من نوع منصات وأكشن وهي لعبة ثنائية الأبعاد، أنتجها ستوديو أبوجي سوفتوير الأمريكية ، وصدرت في السوق سنة 1991م ، حيث يعمل بأنظمة إم إس دوس وأو إس إكس ومايكروسوفت ويندوز.